# Amaro Ramazzotti
L'Amaro Ramazzotti è un amaro italiano. Il marchio appartiene alla Pernod Ricard Italia, filiale italiana del gruppo multinazionale francese Pernod Ricard. Apprezzato e conosciuto in tutto il mondo, ha conquistato la leadership del mercato tedesco, diventando il primo marchio della categoria amari importato in Germania.

## Storia
L'Amaro Ramazzotti venne prodotto per la prima volta a Milano nel 1815. Nacque come "Amaro Felsina Ramazzotti" da una ricetta segreta di Ausano Ramazzotti (Bologna, 1791 - Milano, 1866, padre dello zoologo Giuseppe Ramazzotti), un farmacista bolognese trasferitosi a Milano agli inizi del XIX secolo. Fu il primo aperitivo a non avere il vino come base. 
Nel 1848 Ramazzotti aprì un bar in Via Santa Margherita, dove si iniziò a servire l'Amaro Ramazzotti.
Nel 1985 la società fu ceduta al gruppo francese Pernod Ricard.
Nel 1994 lo stabilimento di Lainate fu chiuso e la produzione spostata negli stabilimenti di Canelli, in provincia di Asti.

## Caratteristiche
L'Amaro Ramazzotti viene ricavato dalla macerazione di almeno 33 varietà tra erbe, spezie e radici. Il metodo di preparazione rispetta con costanza la ricetta originale del 1815, tuttora segreta. Tra gli ingredienti principali vi sono le scorze di arance di Sicilia, l'anice stellato, il cardamomo ed i chiodi di garofano, che vengono ridotti in polvere e miscelati con zucchero caramellato ed alcool. Presenta una gradazione alcolica del 30% nella versione classica e del 32% nella variante Ramazzotti Menta.
Nel 2010 Amaro Ramazzotti ha avviato un progetto equo-solidale in Kerala per l'acquisto di erbe e spezie al fine di sostenere i piccoli produttori locali e promuovere un modello alimentare rispettoso dell'ambiente, delle tradizioni e delle identità culturali.
L'acquisto delle materie prime avviene attraverso la PDS Organic Spices - unità di produzione organica della ONG Peermade Development Society - garantendo loro, al contempo, un programma di formazione agraria, commerciale e finanziaria. Un progetto sviluppato insieme a due organizzazioni riconosciute a livello internazionale: l'ONG Planet Finance, attiva in 80 paesi con progetti di micro-finanza e l'impresa federale tedesca GIZ.
Nel 2012 è stato dichiarato kosher.

## Degustazione
L'amaro è principalmente consumato liscio o con ghiaccio, come digestivo dopo pasto. Può essere degustato anche come aperitivo, con acqua gassata ed una fetta di limone.
Alcuni cocktail utilizzano il prodotto come base:
- il RamaTonic, è un long drink con amaro Ramazzotti ed acqua tonica[8]
- il 1815, in onore dell'anno di nascita dell'azienda, miscelato con ginger ale e servito con una fetta di limone ed una di arancio[9]
- l'High Tea in Milan prevede l'uso dell'amaro, insieme a Lucano, Cynar, succo di limone ed acqua tonica[10]
- il Friar Minor lo vede mescolato con bourbon, succo d'arancia e club soda[11]

## Comunicazione
Tra i valori veicolati dal brand, è molto forte il legame con la città di Milano, elemento presente in tutte le campagne pubblicitarie.
Tra queste, sicuramente la più famosa è quella che riprende il celebre slogan "Milano da bere", coniato da Marco Mignani, utilizzato per lo spot tv del 1987.
Nel 2013 il sito viene aggiornato, in preparazione al prossimo 200º anniversario.
Tra il 1920 e il 1950, la comunicazione è avvenuta attraverso locandine. A partire dal 1972, la comunicazione si è trasferita anche in televisione con i primi caroselli. 
- 1972 - Carosello con Jerry Lewis
- 1974 - Carosello con Loretta Goggi
- 1979 - Spot con Johnny Dorelli
- 1987 - Milano da bere
- 1992 - Piacere da bere
- 1994 - Giovane amaro
- 1999 - L'amaro positivo

Nel 1995, Amaro Ramazzotti insieme alle distillerie Branca e Montenegro, chiede ed ottiene una censura sullo spot tv delle Ferrovie dello Stato con testimonial Adriano Celentano. Motivo della disputa: un comportamento lesivo nei confronti dei produttori di amaro, dovuto ad un capostazione-figurante che sputa un amaro "perché è amaro".

## Riconoscimenti
Negli anni ha ricevuto diversi riconoscimenti:
- 2009 entra a far parte della "Top 10 Best Growing Brands"
- 2013 ottiene l'ISW Spirit Brand e la medaglia Gran Oro nella categoria herbal liquors[15]
- 2014 ha ricevuto il marchio "Sapore dell'anno"[16]